# Bútorrestaurálás
A bútorrestaurálás azoknak a munkáknak a gyűjtőneve, amelyek célja, hogy a bútort eredeti szépségében, állapotában láthassuk viszont. Fontos, hogy lehetőleg a restaurátor minden eredeti részt, darabot megőrizzen. A restaurálás nem más, mint értékek megőrzése, illetve műkincsek eredeti állapotának visszaállítása. A korábbi évszázadok mesterei által elkészített műtárgyak az idő múlásával rongálódnak, sérülnek, használódnak; különösen igaz ez a bútorokra, amik más műtárgyakhoz képest nagyobb használatnak vannak kitéve.

## Jelentősége
Ha az elhasználódást nem „kezelik” azaz nem restauráltatnak, a bútorok nagyon lassan, de elenyésznek, és előfordulhat, hogy az eredeti állapot visszaállítása bonyolult technológiát igényel, költségesebb, vagy egyszerűen lehetetlenné válik. Ezért érdemes bútorainkat – a használódás, állagromlás függvényében – időről időre szakértő kezekre bízva felújíttatni. Az ebbe fektetett pénz nem csak a műkincseket óv meg, hanem a hazai műkincsállomány fenntartásában is szerepet játszik. Ezáltal a bútor piaci értéke is nő.
Restaurátori filozófia szerint szakértő kezekre bízva felújíttatni intés is egyben. Az első bútordarab elkészülésének pillanatában szükség volt olyan szakavatott személyre, aki javításokkal és restaurálással eltünteti a mindennapos használat nyomait. A középkortól a helyi szekrénykészítő vagy asztalos látta el ezt a feladatot. Sokszor észrevehető, hogy a javítást nem a bútorkészítő végezte, így előfordult, hogy a restauráláshoz az eredetitől eltérő faanyagot használtak. Ha a felújításhoz kárpitosmunka is kellett, ez kárpitosmester bevonását tette szükségessé. Ma már nehéz elképzelni, hogy mielőtt a polgárság érdeklődni kezdett volna az antikvitás iránt, az antik bútorokat csupán használt bútordaraboknak tekintették. Az antikbútor-restaurátor kifejezés és szakma viszonylag új keletű: ezt a munkát régebben gyakorlott műbútorasztalos végezte. E bútorasztalos azonban szakavatottabb mester lehetett, mint manapság sok önjelölt antikbútor-restaurátor. Ma már egyre kevesebb műhely engedheti meg magának, hogy éveken át képezze tanoncait, így érthető, hogy manapság a jó képességű műbútorasztalosokból egyre inkább antikbútor-restaurátor válik. Napjainkban a restaurátornak szinte mindenhez értenie kell a fényezéstől a viaszoláson keresztül a színezésig.

## Restaurálás és konzerválás
A bútorrestaurálásnak két fő irányzata létezik: az egyik a restaurálás, a másik a konzerválás. A konzerválás viszonylag új, de ismert irányzat a bútorrestaurálás területén. Attól kezdve, hogy a bútorok megjelentek, szükség volt a mindennapos használat során keletkezett sérülések helyrehozatalára. Kezdetben ezeket a problémákat a sérült darabok kijavításával, vagy faanyag pótlásával helyettesítették. A restaurátor, vagy asztalos célja ilyenkor az volt, hogy a bútor újra használható állapotba kerüljön. Ahogy azonban telt az idő, a bútorok értéke is növekedett, és megváltoztak az igények is, a szakma két irányzata (restaurátor, konzervátor) különvált. Az egyik irányzat szerint a sérült részeket, amennyire lehetséges korabeli faanyaggal kell restaurálni úgy, hogy ne lehessen észrevenni a javításokat. A másik irányzat szerint a javítás lehetőség szerint ne legyen túl feltűnő, de az eredeti és a restaurált részek közötti látható részeket nem kell eltüntetni. Néhány elemi restaurálási technika alkalmazásakor csupán ragasztóval erősítik meg a kilazult illesztékeket, ragasztják meg az eltört széklábat vagy támlát. A probléma akkor kezdődik, amikor a törött széklábat rossz helyen illesztik össze, vagy hiányos a furnérozás.
A bútorrestaurátorok többségének nem jelent gondot, hogy az alapvető kárpitosmunkákat is elvégezze, azonban az antik bútorok esetében a valóban színvonalas, minőségi munkát csak sok éves tapasztalattal rendelkező kárpitos tudja elvégezni. A kárpitozás módszereinek és mesterségbeli fogásainak ismerete elengedhetetlen.